# Ethan Gutmann
Ethan Gutmann (nacido en 1958) es un investigador, defensor de derechos humanos, sinólogo, escritor, antiguo miembro adjunto de la Fundación para la Defensa de las Democracias y actual miembro de la Fundación Memorial Víctimas del Comunismo. La obra de Gutmann sobre China se ha publicado extensamente. Ha contribuido en publicaciones en línea, y ha escrito 2 libros sobre China.
Testificó ante el Congreso de EE. UU., el Comité de la Cámara de Representantes de los EE. UU. para los Asuntos Exteriores, el Parlamento europeo y las Naciones Unidas.